# Novonigidius nagaii
Novonigidius nagaii là một loài bọ cánh cứng trong họ Lucanidae. Loài này được Mizunuma mô tả khoa học năm 1994.